# Maureen Gardner
Pour les articles homonymes, voir Gardner.
Maureen Angela Jane Dyson (née Gardner le 12 novembre 1928 à Oxford et décédée le 2 septembre 1974 à North Stoneham) est une athlète britannique spécialiste du 100 m plat et du 80 m haies. Elle mesurait 1,72 m pour 59 kg.

## Carrière

### Palmarès
| Date | Compétition           | Lieu      | Résultat | Épreuve    | Performance |
| ---- | --------------------- | --------- | -------- | ---------- | ----------- |
| 1946 | Championnats d'Europe | Oslo      | 5e       | 100 mètres | 12 s 2      |
| 1948 | Jeux olympiques d'été | Londres   | 2e       | 80 m haies | 11 s 2      |
| 1948 | Jeux olympiques d'été | Londres   | 4e       | 4 × 100 m  | 48 s 0      |
| 1950 | Championnats d'Europe | Bruxelles | 2e       | 80 m haies | 11 s 6      |

### Records
| Épreuve    | Performance | Lieu    | Date |
| ---------- | ----------- | ------- | ---- |
| 100 mètres | 12 s 1      |         | 1947 |
| 80 m haies | 11 s 2      | Londres | 1948 |